# اسا ورینن
اِسا وُرینن (فنلاندی: Esa Vuorinen؛ زادهٔ ۲۶ ژوئن ۱۹۴۵) فیلم‌بردار اهل فنلاند است.
از فیلم‌هایی که وی در آن‌ها نقش داشته‌است، می‌توان به عصر بخیر، آقای والنبری اشاره نمود.